# Mei Qing

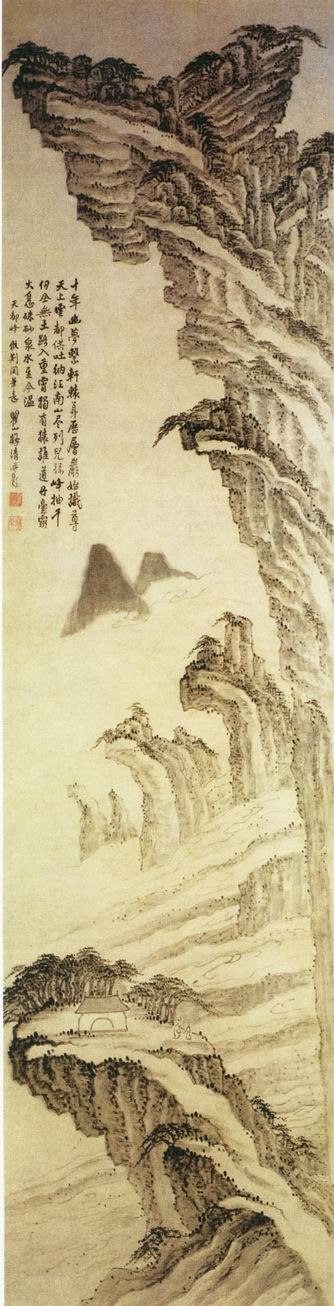
Le pic Tiandu du mont Huang par Mei Qing

Mei Qing ou Mei Ch'ing ou Mei Ts'ing, surnom : Yangong, noms de pinceau : Jushan, Xuelu, Laojufanfu, Rungong et Meichi peintre chinois du XVIIe siècle, né en 1623, originaire de Xuancheng, ville du sud-est de la province de l'Anhui en Chine. Mort en 1697.

## Biographie
En 1654, Mei Qing obtient le titre de juren (licencié) aux examens triennaux de la capitale provinciale et, associé à un groupe de lettrés, il est reconnu comme calligraphe et poète. Son œuvre peinte est bien aussi celle d'un poète doué, sensible et non sans fantaisie. Il appartient, comme Hong Ren, à l'école du Anhui dont les sujets favoris sont des paysages du Huangshan (Monts jaunes), l'une des chaines de montagnes les plus effrayantes et les plus spectaculaires qui soient. De fait, Mei Qing consacre toute son énergie d'artiste à peindre et à dépeindre le Huangshan et ses paysages comptent parmi les meilleures évocations de ces monts fantastiques, auprès desquels il passe la plus grande partie de sa vie.

## Peintre duAnhui
Pendant l'époque de transition entre deux régimes, celui d'une dynastie nationale et celui des Mandchous, le foyer de l'activité artistique est le Sud. Mei Qing appartient à une famille d'artistes. Il passe la plus grande partie de sa vie dans son pays natal, où il a ainsi le loisir d'observer les paysages extraordinaires des montagnes Jaunes. Sans rien perdre de son originalité, Mei Qing s'inspire de Wu Zhen. Aussi son style est sans grand rapport avec celui de Hong Ren. Ses compositions sont un peu chargées, il peint à l'encre avec un pinceau sec, sans traduire avec la force d'un Hong Ren l'aspect dépouillé des montagnes Jaunes, les formes tranchées des blocs pierreux aux angles aigus.
Les pins des montagnes Jaunes sont célèbres. Dans Scène de neige, les rangées de pins se multiplient, des points et des taches parsèment le paysage, le tronc des arbres, le flanc des monts enveloppés de neige. D'autres compositions rendent bien l'aspect abrupt des structures pierreuses qui se dressent à la verticale et s'incurvent au sommet. Des lourdes avancées, l'eau dévale en cascade.
Daoji, le plus célèbre des individualistes, lui fait de fréquentes visites ; par contre les liens de Mei Qing avec les autres ressortissants de l'école du Anhui sont plus ténus. Seules certaines caractéristiques stylistiques l'en rapprochent : l'emploi de la brosse sèche et la pratique de la ligne ondulante. Mais, à l'encontre des autres maîtres, il simplifie peu, chargeant au contraire le paysage de pins, de rochers prenant l'aspect de colonnes striées et d'éléments répétitifs dont la récurrence confère à l'œuvre un côté rococo. Toutefois, son inventivité dans la composition lui permet d'échapper à toute monotonie et fait de lui l'un des peintres les plus originaux de sa génération.

## Les peintres non affiliés du début desQing
Mei Qing, comme un grand nombre d'artistes du début des Qing n'appartient pas à une école de peinture spécifique. Né dans une famille très cultivée de Xuancheng, ville du sud-est de la province de l'Anhui. La plupart de ses paysages s'inspirent de décors réels, tandis qu'il tient sa technique des Quatre Grands Maîtres de la dynastie des Yuan et de Shen Zhou, peintre de la dynastie des Ming. Grand ami de Shitao avec qui il s'entretient souvent sur l'art, et sur qui il exerce une très grande influence dans son premier style de peinture.
Peints dans un style libre comparable à celui de Mi Fu, ses paysages accentuent les formes étranges des pics, rochers, arbres et nuages du mont Huang, dont la beauté lui inspire de nombreuses œuvres. Son rouleau mural Le pic Tiandu du mont Huang, bien que basé sur une esquisse d'après nature, se concentre sur les formes étranges et inhabituelles ainsi que sur les dangers de la montagne, ce qui confère à l'image une allure à la fois neuve et familière.

## Œuvres
- Album des dix-neuf sites de la montagne de Huang, v. 1694, couleurs sur papier
  - Porte de la mer de l'ouest, 34 × 44 cm, Musée de Shanghai [5]

## Musées
- Beijing (Musée du palais impérial) :
  - Le pic Tiandu du Monts Huang, rouleau mural, encre sur papier, 184,2x48,5 centimètres.
- Cleveland (Mus. of Art):
  - Album d'imitations des maîtres anciens.
- Honolulu: (Acad. of Art):
  - Arbre en fleurs près d'un rocher, signé et daté 1692, petit rouleau en longueur.
- Paris Mus. Guimet:
  - Le studio d'un sage sur une rive rocheuse et sous les pins, signé et daté 1692, rouleau en longueur, encre sur papier.
- Shanghai :
  - Lian Dan Tai au Huangshan[n 1], rouleau en hauteur, encre sur papier, 34x22 centimètres.
- Stockholm (Östasiatiska Musée) :
  - Cascade tombant d'une falaise en surplomb[n 2], rouleau en hauteur, encre sur papier, 298x55 centimètres. (inv. NMOK 540).